# Christen Eagle II

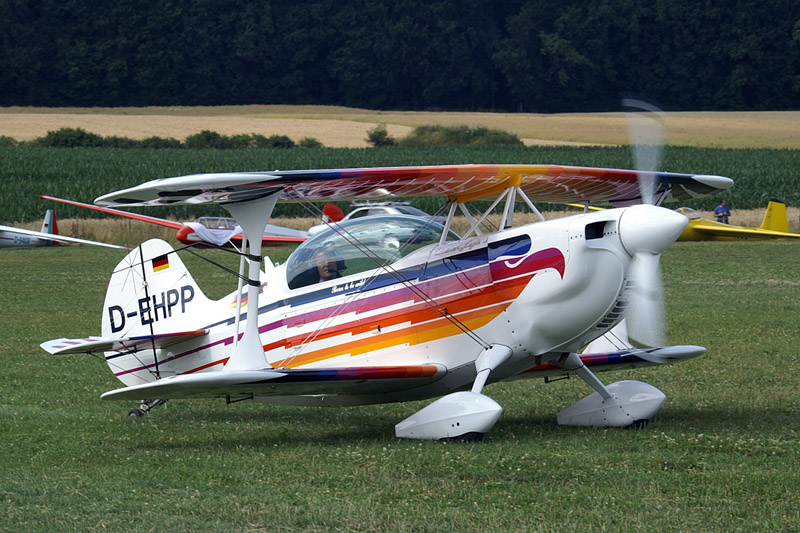

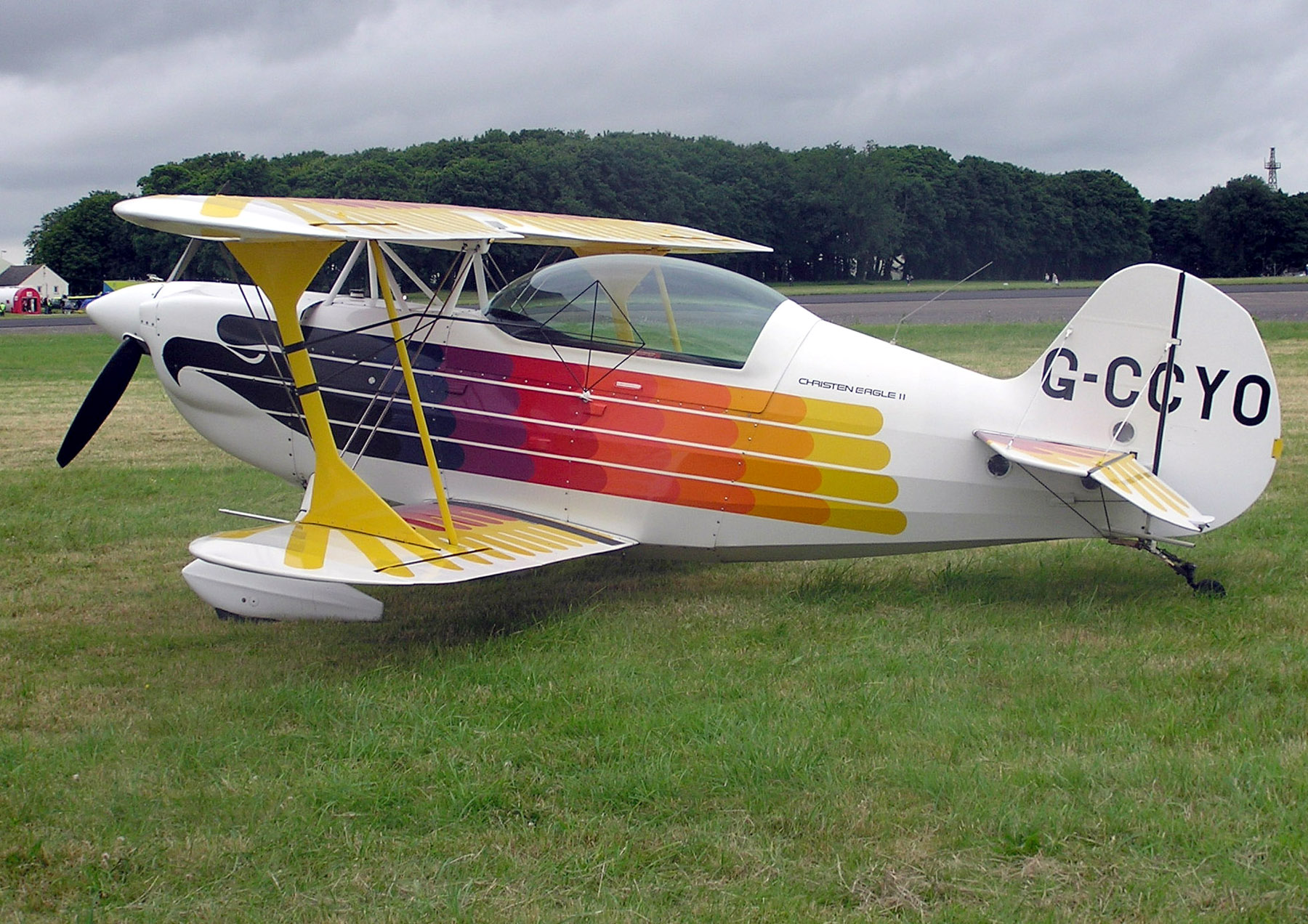

Christen Eagle II — американский спортивный самолёт, биплан.
Выпускался в виде сборочных комплектов (kit) компанией Christen Industries.

## Технические характеристики
- Экипаж пилот и пассажир
- Длина 5,46 м
- Размах крыла 6,07 м
- Высота 1,98 м
- Площадь крыла 11.6 м²
- Масса пустого 465 kg
- Двигатель Lycoming AEIO-360-A1D, 200 л.с. (149 kW)
- Максимальная скорость: 296 км/ч
- Скорость сваливания (с выпущенными закрылками): 160 км/ч
- Дальность полёта: 610 км
- Практический потолок: 5 180 м
- Скороподъёмность: 11 м/с